# Oxidação de Jones
A oxidação de Jones é uma reação química descrita como a oxidação, pelo ácido crômico, de álcoois primários e secundários a aldeídos, ácidos carboxílicos e cetonas, respectivamente.
O reagente de Jones, uma solução de coloração alaranjada de trióxido de cromo em ácido sulfúrico concentrado, é usado como agente oxidante.
O solvente acetona marcantemente afeta as propriedades do ácido crômico. A oxidação é muito rápida, bastante exotérmica, e os rendimentos tipicamente altos. O reagente raramente oxida ligações insaturadas.
Infelizmente, o cromo hexavalente residual é muito tóxico, e cuidados devem ser tomados na sua disposição posterior adequada.
(Reagente de jones são o Trióxido de Cromo em solução de Ácido Sulfúrico e seus derivados)